# Alexandru Bohățiel
Alexandru Bohățiel (n. 12 august 1816, Vultureni, comitatul Cluj - d. 18 iunie 1897, Cluj) a fost un avocat și un om politic român transilvănean. Alexandru Bohățiel a fost fiul preotului greco-catolic Ioan Bohățiel de Glod-Vultureni (7 copii, din care 2 băieți și 5 fete). Se trage dintr-o veche familie românească ardeleană înnobilată pe vremea principelui Gheorghe Rakoczi al II-lea (1648-1660).
A urmat Școala confesională romano-catolică latină din Dej, iar mai apoi Liceul Piariștilor din Cluj (1830-1831). 
Și-a continuat studiile secundare la Blaj, iar mai apoi, studii juridice la Cluj și Târgu Mureș. 
Este ales președintele onorific al primei „Societăți de lectură” a tineretului studios român din Cluj, ce avea ca publicație proprie foaia „Zorile”. Printre semnatari în revistă apar Alexandru Papiu-Ilarian, Avram Iancu, Ioan Pușcariu, Teodor Baldi, Nicolae Popea, Alexandru Șotropa, etc.
Devine avocat în 1840, în Cluj. 
Se afirmă în numeroase procese și câștigă sume frumoase de bani, sponsorizând numeroase societăți "uniuni de lectură", ale elevilor și studenților români din Cluj. 
Se căsătorește cu Ana, fiica preotului Ioan Lemeny din Fodora (mama murind la nașterea fiicei Ana).
A condus și Districtul autonom al Năsăudului timp de 15 ani, lăsând amintiri nepieritoare prin admirabilele sale fapte românești, fără zgomot și fără reclamă, în calitate de Căpitan Suprem al Districtului Românesc al Năsăudului.
Jurământul lui Alexandru Bohățel, Căpitan Suprem al Districtului Năsăud, depus în ziua de 18 iunie 1861, în limba română:
“Eu, Alexandru Bohățel, fiind prin Sacratissima Sa c.r. și apostolică Maiestate Francisc Iosif I. Din grația lui Dumnezeu Împăratul Austriei, Regele apostolic al Ungariei, Boemiei, Regele Lombardiei, Veneției, Lodomeriei și al Iliriei, Arhiducele Austriei, Marele Principe al Transilvaniei și Principe legitim al meu,- în urma recomandațiunei excelsului guvern regesc-denumit de Căpitan suprem al Districtului Năsăud, jur pe unu Dumnezeu viu și etern, și pe credința mea cea dreaptă promit și mă oblig, cum că c.r. Maiestății Sale, Domnului și Principelui meu legitim și erezilor și succesorilor legitimi ai Măiestății Sale Principelui Transilvaniei, în tot decursul vieții mele voi fi supus, credincios, drept, sincer și ascultător,- constituțiunea și legile țării le voi ținea și apăra,- credința și fidelitatea mea totdeauna le voi ținea, a Maiestății Sale vaza, mărire și bine, precum și constituțiunea și legile țării în tot timpul și între toate împrejurările a le susține și a le înainta mă voi strădui, iar daună după putere o voi delătura și împiedica; deci pe ori cine îl voi simți, că lucră în contra drepturilor stăpânirii sau sacratelor personale ale Maiestăților Sale, în contra sistemului de stat al țării, a constituțiunei,legilor, singurătății și liniștei petriei mele, precum și în contra ordinei administrative constituționale și în contra autorității jurisdicțiunilor legitime marchează sau întreprinde ceva, aicea nici într-un mod o voi retăce-o, nici o voi ținea ascuns, ci în timpuriu o voi descoperi și în tot modul o voi preveni; oficiul și dregătoria mea după instrucțiunea dată mie de către guvernul Maiestății Sale și după legile țării o voi împlini credincios și cu strădanie, și voi îngriji întru toate de Districtul meu încredințat, credincios și strădalnic.
De poruncile și ordinațiunile superinspecționali ale excesului regiu guvernu marelui acestui principat voi fi ascultător, și tate cele voi împlini, care se cuvin și sunt de lipsă, ca să le împlinească un aploiat drept și credincios al Maiestății Sale și al patriei. Și precum acum nu sunt membru nici al unei societăți sau corporațiuni secrete în imperiul c.r. al Maiestății Sale, ori în țări din afară, așa nici în viitor nu mă voi însoți sub nici un pretext ori față vre-unei societăți ori corporațiuni secrete.
Așa să-mi ajute Dumnezeu și să-mi deie mântuirea sufletului meu!”
În 1873, a fondat Aurora Credit Union (1873-1923), la Bistrița.
După abolirea Districtului autonom Năsăud în 1876 se retragere la Cluj.
În 1876, se pensionează și contribuie mai puțin la viața politică, dar cu mai mult de aspect profesional la Cluj.
În 1886 este ales președinte al Băncii Românești “Economu”.

## Imagini

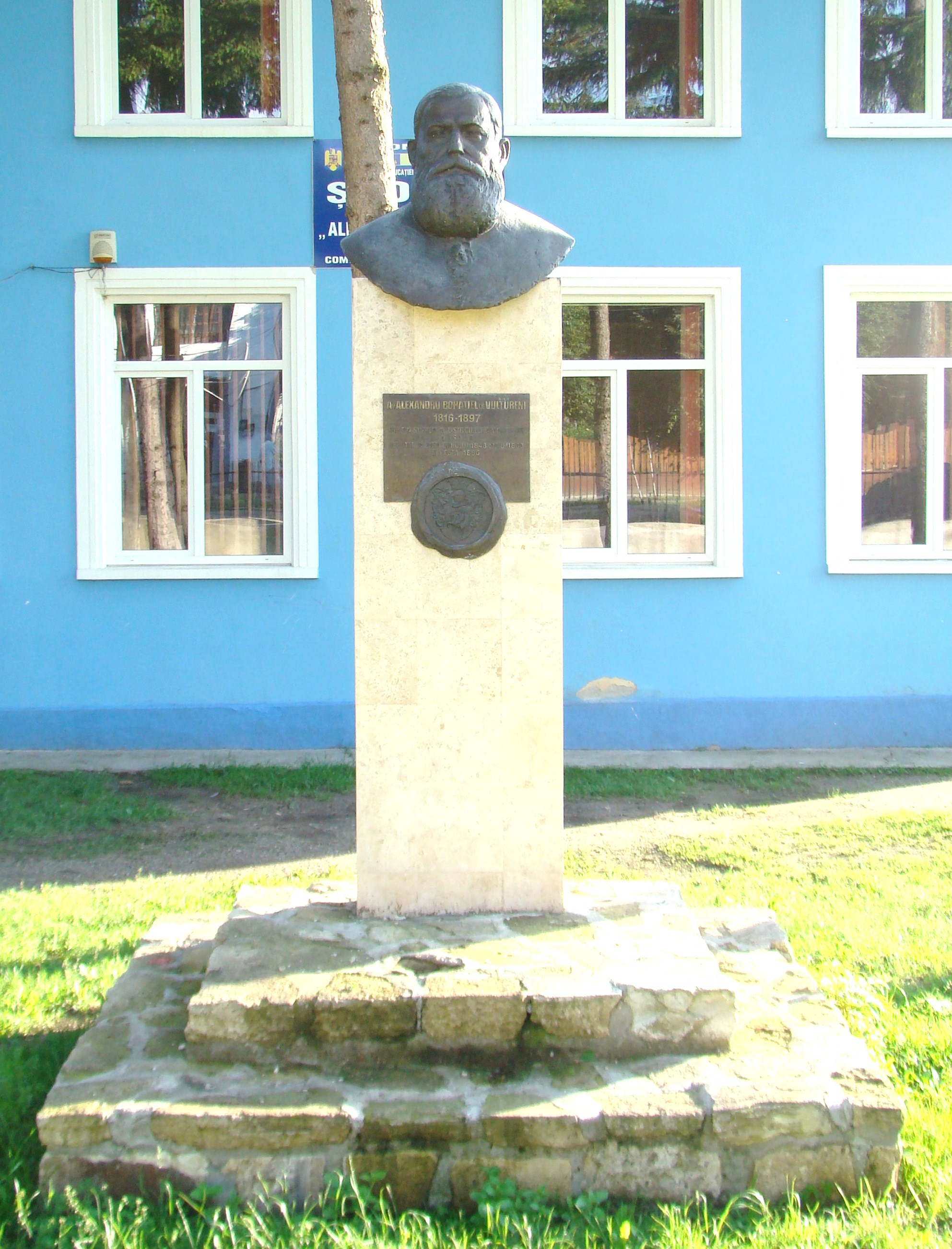
Bustul lui Alexandru Bohățiel din satul natal din fața școlii care îi poartă numele